# Guerra expedicionária
A guerra expedicionária é uma invasão militar de um território estrangeiro, especialmente longe de bases estabelecidas. As forças expedicionárias foram em parte o antecedente do conceito moderno de forças de mobilização rápida. Tradicionalmente, as forças expedicionárias eram essencialmente autossustentáveis, com capacidade logística orgânica e uma gama completa de armas de apoio.